# One Love Manchester
One Love Manchester var en støttekoncert, der blev sendt direkte af BBC 4. juni 2017. Den amerikanske sangerinde Ariana Grande tog initiativ til koncerten som reaktion på bombeangrebet i forbindelse med hendes koncert to uger forinden. Koncerten fandt sted på Old Trafford Cricket Ground i Manchester og sendt direkte på BBC1. Værter på tv-udsendelsen hos BBC var Sara Cox og Ore Oduba. 50.000 mennesker overværede koncerten, der havde deltagelse af en lang række internationale stjernenavne som Justin Bieber, The Black Eyed Peas, Coldplay, Miley Cyrus, Marcus Mumford, Little Mix, Katy Perry, Take That, Imogen Heap, Pharrell Williams, Robbie Williams og Liam Gallagher.
Udbyttet fra støttekoncerten går til We Love Manchester Emergency Fund, som var oprettet af Manchesters bystyre og britisk Røde Kors efter bombeangrebet 22. maj, hvorved 22 koncertgængere blev dræbt og mere end hundrede såret. Fonden vil give penge til de berørte ofre og deres familier. Britisk Røde Kors meddelte, at mere end £10 millioner var indkommet som bidrag i løbet af 12 timer under og efter koncerten. Koncerten blev vist i 56 lande verden over, herunder i Danmark, hvor TV 2 transmitterede koncerten. Dertil kom livestreaming på en række internet-platforme som YouTube, Twitter og Facebook. 

## Optrædende
| Kunstner(e)       | Sang(e) |
| ----------------- | --- |
| Marcus Mumford    | - "Timshel" |
| Take That         | - "Shine" - "Giants" - "Rule the World" |
| Robbie Williams   | - "Strong" - "Angels" |
| Pharrell Williams | - "Get Lucky" (sammen med Marcus Mumford) - "Happy" (sammen med Miley Cyrus) |
| Miley Cyrus       | - "Inspired" |
| Ariana Grande     | - "My Everything" (sammen med koret fra Parrs Wood High School) - "The Way" (sammen med Mac Miller) - "Dang!" (sammen med Mac Miller) - "Don't Dream It's Over" (sammen med Miley Cyrus) - "Side to Side" |
| Katy Perry        | - "Part of Me" (akustisk) - "Roar" |
| Justin Bieber     | - "Love Yourself" (akustisk) - "Cold Water" (akustisk) |
| Ariana Grande     | - "Love Me Harder" |
| Liam Gallagher    | - "Rock 'n' Roll Star" - "Wall of Glass" - "Live Forever" (sammen med Chris Martin og Jonny Buckland) |
| Ariana Grande     | - "One Last Time" (sammen med de øvrige kunstnere) - "Over the Rainbow" |

## Tilskuere og seere
De 50.000 billetter til koncerten blev udsolgt på 20 minutter. Omkring 14.000 tilskuere fra den oprindelige koncert med Ariana Grande kunne komme gratis til støttekoncerten, men omkring 10.000 ansøgninger fra folk, der ikke havde været med og derfor ikke kunne få gratis adgang forsinkede billetudstedningen.
Koncerten havde i gennemsnit 10,9 millioner seere på BBC One med 14,5 millioner, da der var flest. 22,6 millioner så de sidste tre minutter af udsendelsen på kanalen, hvilket gjorde den til den mest sete udsendelse på BBC hidtil i 2017. BBC registrerede mere end en million anmodninger om live-streaming af koncerten, hvilket gjorde den til den mest streamede ikke-sportsbegivenhed nogensinde fra kanalen med højere seertal end åbningsceremonien ved OL i 2012.